# Dionysopithecus shuangouensis
Dionysopithecus shuangouensis es una especie extinta de primates catarrinos que se originó en el Mioceno. Los restos fueron hallados únicamente en China, en  Songlinzhuang, Sihong, Jiangsu. Su dieta era omnívora arbícola.